# Америкус (Джорджія)
Америкус (англ. Americus) — місто (англ. city) в США, в окрузі Самтер штату Джорджія. Населення — 16 230 осіб (2020).

## Географія
Америкус розташований за координатами 32°4′27″ пн. ш. 84°13′25″ зх. д. / 32.07417° пн. ш. 84.22361° зх. д. (32.074104, -84.223597).  За даними Бюро перепису населення США в 2010 році місто мало площу 29,68 км², з яких 29,12 км² — суходіл та 0,57 км² — водойми.

### Клімат
| Клімат : Америкус     | Клімат : Америкус | Клімат : Америкус | Клімат : Америкус | Клімат : Америкус | Клімат : Америкус | Клімат : Америкус | Клімат : Америкус | Клімат : Америкус | Клімат : Америкус | Клімат : Америкус | Клімат : Америкус | Клімат : Америкус | Клімат : Америкус |
| Показник              | Січ.              | Лют.              | Бер.              | Квіт.             | Трав.             | Черв.             | Лип.              | Серп.             | Вер.              | Жовт.             | Лист.             | Груд.             | Рік               |
| Середній максимум, °C | 14,4              | 16,7              | 20,6              | 24,4              | 28,9              | 31,7              | 32,8              | 32,8              | 30,0              | 25,6              | 20,6              | 15,6              | 24,5              |
| Середній мінімум, °C  | 1,1               | 2,8               | 6,1               | 9,4               | 14,4              | 18,9              | 20,6              | 20,6              | 17,2              | 11,7              | 6,7               | 2,8               | 11,0              |
| --------------------- | ----------------- | ----------------- | ----------------- | ----------------- | ----------------- | ----------------- | ----------------- | ----------------- | ----------------- | ----------------- | ----------------- | ----------------- | ----------------- |
| Джерело:              |                   |                   |                   |                   |                   |                   |                   |                   |                   |                   |                   |                   |                   |

## Демографія
Згідно з переписом 2010 року, у місті мешкала 17 041 особа в 6481 домогосподарстві у складі 4044 родин. Густота населення становила 574 особи/км².  Було 7135 помешкань (240/км²).
Расовий склад населення:
| - 63,5 % — чорних або афроамериканців - 30,6 % — білих - 1,8 % — азіатів - 0,3 % — корінних американців - 2,6 % — осіб інших рас |

До двох чи більше рас належало 1,2 %. Частка іспаномовних становила 4,6 % від усіх жителів.
За віковим діапазоном населення розподілялося таким чином: 26,8 % — особи молодші 18 років, 61,8 % — особи у віці 18—64 років, 11,4 % — особи у віці 65 років та старші. Медіана віку мешканця становила 29,2 року. На 100 осіб жіночої статі у місті припадало 80,3 чоловіків;  на 100 жінок у віці від 18 років та старших — 74,3 чоловіків також старших 18 років.
Середній дохід на одне домашнє господарство  становив 37 010 доларів США (медіана — 24 886), а середній дохід на одну сім'ю — 41 660 доларів (медіана — 27 759). Медіана доходів становила 29 050 доларів для чоловіків та 31 958 доларів для жінок. За межею бідності перебувало 41,5 % осіб, у тому числі 64,7 % дітей у віці до 18 років та 15,1 % осіб у віці 65 років та старших.
Цивільне працевлаштоване населення становило 5320 осіб. Основні галузі зайнятості: освіта, охорона здоров'я та соціальна допомога — 35,9 %, виробництво — 11,0 %, роздрібна торгівля — 10,4 %.